# Hajdu Mihály (zeneszerző)
| Hajdu Mihály, zeneszerző                  | Hajdu Mihály, zeneszerző                  |
| Kattints az alábbi külső linkek egyikére! | Kattints az alábbi külső linkek egyikére! |
| ----------------------------------------- | ----------------------------------------- |
| Nem található szabad kép.(?)              |                                           |
| külső link · jogvédett                    | Hajdu Mihály                              |

Hajdu Mihály (Orosháza, 1909. január 30. – Budapest, 1990. július 23.) Erkel Ferenc-díjas magyar zeneszerző, egyetemi tanár.
A Liszt Ferenc Zeneművészeti Főiskolán a zeneszerzés szakot Kodály Zoltánnál, a zongora szakot Thomán Istvánnál és Székely Arnoldnál végezte.

## Életrajza
Négy testvérével, akik közül egy lány volt, a másik három fiú, Békéscsabán élt. Tanár apja a Polgári Fiú és Felső Mezőgazdasági Iskolában nyert állást. A kitört első világháború miatt az iskolából katonakórház lett. Ezért az iskola igazgatója az ott található zongorát a Hajdu-család otthonába küldte át megőrzésre. Minthogy így a lakásukban zongora is volt, a gyermek Mihály elhatározta, megtanul azon játszani.
Először apja tanította zongorázni, aki valamennyire tudott játszani a hangszeren. Két év múlva azonban már jobban zongorázott apjánál. 1917-ben, amikor nyolcéves lett, egy magán zeneiskolában Gyöngyössy Gusztáv tanította tovább. Az 1927-es tanévben igen jó eredménnyel érettségizett. Még ezt megelőzően, 15 éves korától Bartók Béla egy kiemelkedő tanítványa – Benke Antalné Pataky Anna – készítette fel a tehetséges Hajdu Mihályt a továbbtanulásra. Tanítványát Bartók Bélához és Székely Arnoldhoz is elvitte, s azok biztatására felvételi vizsgára jelentkezett a Zeneakadémiára.
A sikeres felvételi vizsga után, 1929-ben, Liszt Ferenc egykori tanítványánál (aki Dohnányit és Bartókot is tanította), Thomán Istvánnál, annak saját zeneiskolájában tanult. Azt persze Hajdu Mihály tudta, egy magán zeneiskolában nem kaphat főiskolai oklevelet. Ezért átiratkozott Székely Arnoldhoz, aki 1907-től 1939-ig a Zeneakadémia tanára volt. Nála tehát elnyerhette a főiskolai zongoraművészi oklevelet.
Valamennyi jelentősebb hangversenyen megjelent. Hallgatta Dohnányi, Bartók, Horowitz, Backhaus zongorahangversenyét, megjelent Klemperer, Failoni nagyszerű vezénylésekor.
Hajdu Mihály nem elégedett meg azzal, hogy főiskolai zongoraművészi oklevél birtokosa legyen, mert – bizonyára – nem hitte azt, hogy kizárólag abból meg tud élni. Ezért beiratkozott Kodály Zoltánhoz zeneszerzési tanszakra. Kodály keze alatt akkor csak négyen végeztek. Mesterének segítőkészsége abban is megmutatkozott, hogy kiváló tanítványának az első év végétől tandíjmentességet nyújtott. Közben kénytelen volt önerőből eltartani magát. Testvéreinek iskoláztatását szülei fizették. Ezért zongoratanítással, operaházi énekesek szerepének kísérésével és betanításával kereste meg a mindennapit. A fennmaradást erősen gátolta a második világháború kitörése, noha már az 1930-as években feltűnt Ady, Balassi dalaival és kamarazene műveivel. Az Árpád Gimnáziumban 1940-ben az ének- és zeneórák ellátására, a V. K. M. 49.319/1940. V. 1. sz. rendeletével Hajdú Mihály óraadó zenetanár és zeneszerző nyert beosztást és az ifjúsági egyházi énekkart is oktatta és vezette. 1941-ben is óraadó tanár, továbbá a székesfővárosi Felsőbb Zeneiskola tanára a Magyar Zeneszerzők Szövetségének tagja, a Turul Bajtársi Egyesület tiszteletbeli dominusa, a Belső Lipótvárosi Keresztény Társaskör választmányi tagja. Hangversenyeken zongoraszámokkal szerepelt a fővárosban és az Alföld nagyobb városaiban. Vezényelte a Székesfővárosi Zenekart is.
Fokozatosan bejutott a zenei élet "központjaiba" is. Először a Székesfővárosi Felsőbb Zeneiskola tanára lett (1941-49), majd Kodály segítségével a Bartók Béla Zeneművészeti Szakiskolában tanított (1949-60). Akkor Kodály jóvoltából én is a Bartók Szakiskolában tanítottam (1958-73). Hajdu Mihály igen nagy tudású, ugyanakkor rendkívül szerény, nagyon jóakaratú, mindig derűs ember volt.
A Zeneművészek Szövetségének elnökségi tagjai közé tartozott, amellett az Országos Zenepedagógiai Szakosztálynak, az Erkel Ferenc Társaságnak is elnöki tisztét töltötte be. A Bartók Béla Zeneművészeti Szakközépiskolából eltávozva a Liszt Ferenc Zeneművészeti Főiskola Zeneelmélet Tanszékén vezető tanárként dolgozott, amíg nyugdíjba nem került (1960-77).
Tanítványai közé tartoztak: Hegedűs Endre, Kassai István, Kocsis Zoltán, Kiss Krisztina, Lux Erika, Némethy Attila, Osváth Zoltán és még sokan mások. Egyszer azt mondta tanítványairól: "Szeretem a tehetséges fiatalokat, azért is, mert romlatlanok, nagyon buzgók s a szép értékekért mindig fogékonyak."
A fiatal Hajdu, mint frissen végzett zongoraművészt Bartók Béla a Szilágyi-téri lakásán meghallgatta. Amíg Hajdu játszott, Bartók fel-le járkált a lakásban. Miután rátekintett Hajdu kezére, és látta eléggé kurta ujjait, azt mondta: "Ezekkel nem lehet virtuóz pályára lépni."
Hajdu zongoraművészként ismételten hangversenyezett a Rádióban, műsorából több felvételt készítettek. Budapesten és vidéki városokban is többször fellépett. A kritikusok azt írták róla, hogy remek ízlésű, rendkívül muzikális, meg tudja ragadni az előadott művek lelkét és azt igen szépen szólaltatja meg; remek ígéret, aki a magyar zenei élet büszkesége lehet; technikája pompás és elmélyülten ad elő; kiegyensúlyozott, alapos felkészültségre valló előadásában hanghibákat sohasem követ el, játéka kristálytiszta, bármiféle öncélúság nélkül; mindig a mű lényegét megragadva játszik.
Nemzetközi téren zongoraművészként sohasem ért el akkora sikereket, mint itthon. Bizonyára ezért foglalkozott mind többet zeneszerzéssel.
Kodály Zoltántól sajátította el a zeneszerzést. Mint a maga lábára állt zeneszerző is tartósan fordult mesteréhez tanácsért. Mint zeneszerző, bizonyára a "Kádár Kata" című operájával nyerte el a legkiválóbb sikert. Ezt a rádióban 1957-ben tűzték műsorra. 1958-ban Romhányi József átdolgozta szövegét, így kapta meg e mű végső alakját. A négy képet két felvonásba fogta össze. Az Operaház így tűzte műsorra. E bemutató előadáson Kodály is megjelent (1959. április 26.) és elismerése jeléül az egész előadást meghallgatta. Akkor tüntették ki Hajdu Mihályt operájáért az Erkel-díj I. fokozatával.
1958-ban a Magyar Zeneművészek Szövetségének módja nyílt arra, hogy zenekari kompozíciókat, továbbá pedagógiai műveket, kamaradarabokat írasson. Minderre a Zenei Alap közreműködésével került sor, abból a célból, hogy állami megbízás segítségével az "Új Magyar Zene" alkotóit a fentiekkel megkeresse. A felkéréssel arra törekedtek, hogy amint Bartók a "Gyermekeknek" (1908-9) darabjaival, vagy Kodály a "Zongoramuzsika" (1905-9), a "Kilenc zongoradarab" (1909), a "Hét zongoradarab" (1910-18), továbbá a "Gyermektáncok" sorozatával a zongorázni tanulók számára, a gyermekkórusokkal pedig az éneklő ifjúságnak alkottak, úgy hasonló művekkel a többi hangszer irodalma is gazdagodjék.
Számos magyar zeneszerző, köztük Hajdu Mihály is vállalkozott olyan időtálló és gyermekeknek is tetszetős kompozíciók megírására, amellyel főleg az alsó fokú zenei nevelést segíthették elő.
Az Óbudai Kamarazenekar számára etűdöket írt. E nyolc, ifjúsági zenekarra komponált művét Sándor Frigyes vezényelte először a konzervatórium zenekarának. Az etűdöket utóbb három vidéki zeneiskola is műsorába iktatta.
1990. július 23-án, 81 éves korában hunyt el. Szűkebb hazája, Békés megye 1994. elején Hajdú-napokat rendezett Békéscsabán, Gyulán és Szarvason, melyek hangversennyel, illetve koncerttel egybekötött megemlékezéssel idézték fel Hajdu Mihály alakját.

## Fő művei
- Kádár Kata (opera, 1959)
- 3 zenekari szvit
- Concerto (zongorára, gordonkára, klarinétra)
- 2 vonósnégyes
- zongoratrió
- szvit két zongorára
- szonáták hegedűre és zongorára
- gordonka- zongora szonatina
- kamaraművek fuvolára, klarinétra, zongorára
- dalok
- zongoradarabok
- pedagógiai művek szólóhangszerekre, kamaraegyüttesekre, ifjúsági zenekarra